# Lelian (uzurpator)
Lelian (Lolian), Ulpius Cornelius Laelianus – rzymski uzurpator w zachodniej części cesarstwa w 269 n.e., zbuntowany przeciw władzy Postumusa.
Na początku 269 roku wywołał bunt w Górnej Germanii wobec autorytarnych rządów Postuma sprawowanych w zachodniej części imperium (na obszarze tzw. cesarstwa galijskiego). Oblężony przez niego w Mogontiacum, zginął po zdobyciu miasta. Po śmierci ich obu rządy w Germanii objął kolejny uzurpator Mariusz.
Przed wybuchem rebelii przypisuje mu się obecnie pełnienie funkcji legata miejscowego XXII legionu (Primigenia) lub nawet namiestnika Germanii Górnej. Przyjmuje się też datowanie na luty-marzec 269 r. jego buntu, który prawdopodobnie ograniczał się jedynie do rejonu Mogontiacum. Na podstawie materiału numizmatycznego długość rządów Leliana oceniana jest na okres najwyżej 2-3 miesięcy.
Jako postać historyczna znany jest głównie ze skąpej i powierzchownej informacji w Historia Augusta (Trzydziestu pretendentów 5), poza tym ze wzmianek u Aureliusza Wiktora (Księga o cezarach 33,8) i Eutropiusza (Brewiarium… 9,9). Panowanie jego poświadczają emisje – głównie niskowartościowych antoninianów, lecz także nielicznie zachowanych monet złotych (np. aureusów typu TEMPORVM FELICITAS, VIRTVS MILITVM), wypuszczanych przez germańskie mennice w Kolonii (Colonia Agrippina) i Moguncji (Mogontiacum) bądź w Trewirze (Augusta Treverorum).  